# Nowinka (Dąbrowa Białostocka)
Nowinka est un village de Pologne, situé dans la gmina de Dąbrowa Białostocka, dans le Powiat de Sokółka, dans la voïvodie de Podlachie.

## Source
- (en) Cet article est partiellement ou en totalité issu de l’article de Wikipédia en anglais intitulé « Nowinka, Gmina Dąbrowa Białostocka » (voir la liste des auteurs).